# سورو (زرآباد)
سورو، مرکز در زرآباد غربی بخش کاروان شهرستان زرآباد در استان سیستان و بلوچستان ایران است. این شهر، مرکز بخش کاروان است. ضمنا شهر مرکزی و محل نماز جمعه ی اهل سنت(حنفی) نیز اینجاست. ملا عبدالمالک نیز ریش سفید بزرگ منطقه زراباد و ساکن سورو می باشد.

## جمعیت
بر پایه سرشماری عمومی نفوس و مسکن در سال ۱۳۹۵، جمعیت این روستا برابر با ۱٬۳۷۲ نفر (۳۸۱ خانوار) بوده است.